# Oriencyrtus beybienkoi
Oriencyrtus beybienkoi is een vliesvleugelig insect uit de familie Encyrtidae. De wetenschappelijke naam is voor het eerst geldig gepubliceerd in 1974 door Sugonjaev & Trjapitzin.